# جورج شارب
جورج شارب (بالإنجليزية: George Sharp)‏ (20 يوليو 1935 في المملكة المتحدة - ) هو لاعب كرة قدم بريطاني في مركز الهجوم. لعب مع أولدهام أثلتيك ودارلينجتون إف سى.